# Jordi García Pinto
Jordi García Pinto (Girona, 14 februari 1990) is een golfprofessional, niet te verwarren met Jordi García del Moral, die vijf jaar ouder is. Hij speelt sinds 2012 op de Europese Challenge Tour.

## Amateur
Als amateur had García Pinto handicap +3. 

### Gewonnen
Onder meer:
- NK Junioren in 2007 en 2008
- NK U21 in 2008

## Professional
Jordi werd in 2008 professional. In 2009 speelde hij enkele toernooien op de Europese Challenge Tour en haalde de cut tijdens het Open de España in Sevilla.
In 2012 eindigde hij met een score van -13 op de 6de plaats bij het Oostenrijks Open, dat door Gary Stal met -20  werd gewonnen. In 2013 behaalde hij in Kenya zijn eerste overwinning en in 2014 won hij het Najeti Hotels et Golfs Open in Frankrijk. 

### Gewonnen
Challenge Tour
- 2013: The Barclays Kenya Open
- 2014: Najeti Hotels et Golfs Open

## Trivia
In 2010 werd hij tijdens de Fred. Olsen Challenge de España gediskwalificeerd wegens het spelen met een wedge met groeven die niet meer toegestaan werden.